# Ernst Klimt

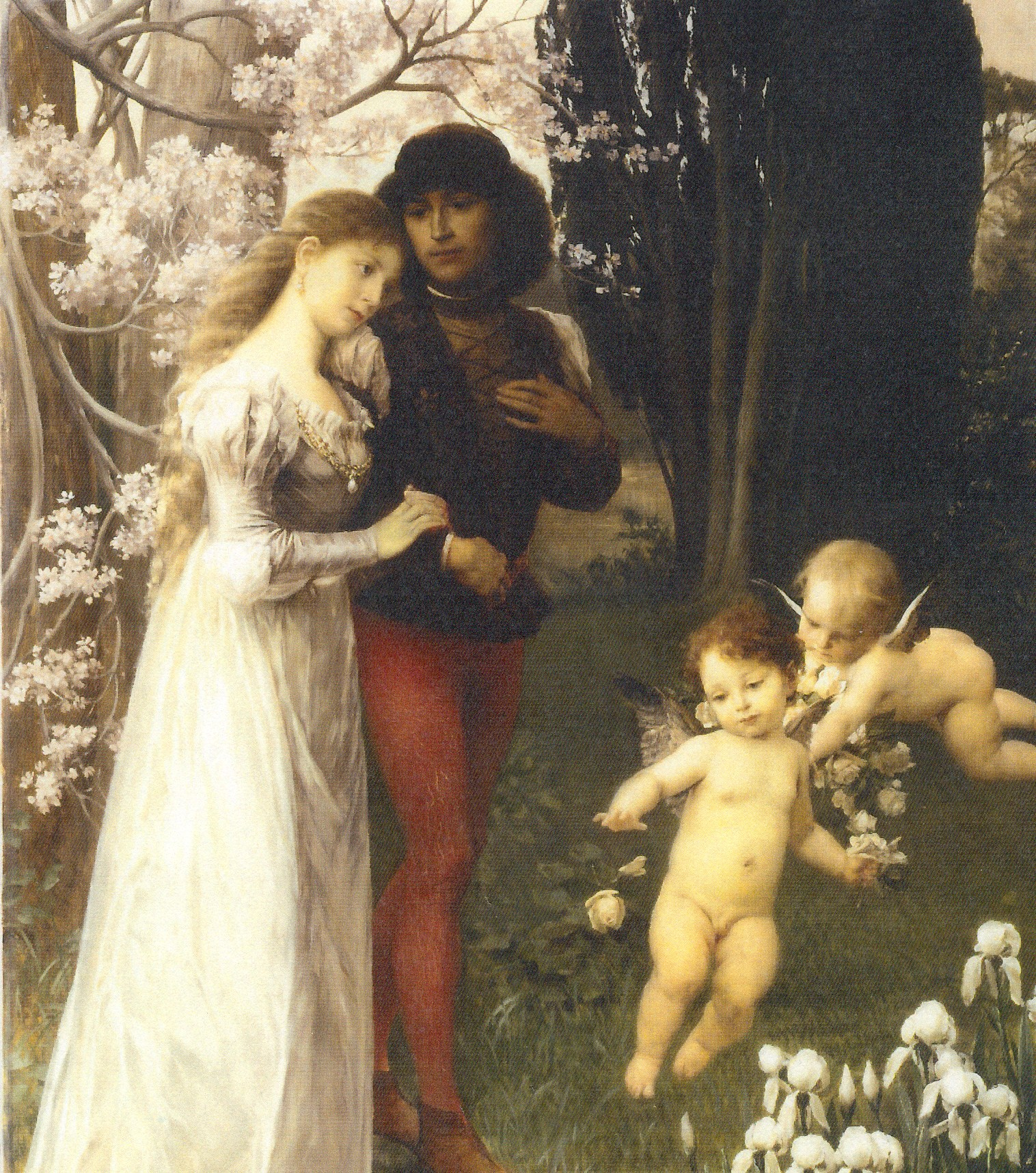
Ernst Klimt, Před svatbou

Ernst Klimt (3. ledna 1864, Vídeň – 9. prosince 1892 tamt.) byl rakouský malíř historických témat i dekorativní malíř a mladší bratr známého malíře Gustava Klimta.

## Životopis
Narodil se 3. ledna 1864 jako třetí ze sedmi dětí zlatníka a rytce Ernesta Klimta (1834–1892), který pocházel z Čech, a Anny Rosalie Klimt, rozené Finster (1836–1915), v tehdejším předměstí Baumgarten nedaleko Vídně. Dětství prožil v sedmém vídeňském okrsku (Burggasse 47) ve velmi skromných poměrech.
Od roku 1877 chodil do vídeňské Školy uměleckých řemesel rakouského muzea (Kunstgewerbeschule des k.k. Österreichischen Museums für Kunst und Industrie) jako od roku 1876 jeho starší bratr Gustav Klimt. Ernst a Gustav byli žáky Ferdinanda Laufbergera (1829–1881), velmi úspěšného malíře a dekoratéra v době staveb vídeňské Ringstraße (od roku 1870), který se svým studentům velice věnoval. Navázal například kontakt mezi bratry Klimtovými a Hansem Makartem a pomohl tím oběma, že mohli spolupracovat při realizaci průvodu na počest stříbrné svatby císařského páru roku 1879.
Roku 1891 se Ernst Klimt oženil s Helenou Flöge, která byla sestrou kamarádky Gustava Klimta Emilie Flöge. Krátce na to spolu měli dceru Helenku. V červenci roku 1892 zemřel ve svých padesáti devíti letech jeho otec Ernst Klimt. A Ernst Klimt junior zemřel náhle devátého prosince téhož roku na akutní zánět osrdečníku. Gustav Klimt se po smrti svého bratra oženil se svou ovdovělou švagrovou Helenou a přijal i neteř Helenku. Dokončil také rozpracované obrazy svého zemřelého bratra.
Ernst Klimt je pochován ve Vídni na hřitově Baumgarten. Náhrobní kříž navrhl Gustav Klimt a vyrobil jej Georg Klimt. Hrob existuje dodnes.

## Dílo
V roce 1881 založili bratři Ernst a Gustav Klimtové se svým kamarádem ze studií, Franzem Matschem (1861–1942), uměleckou společnost nazvanou Ateliergemeinschaft a o dva roky později už provozovali vlastní ateliér ve Vídni.
Společnost mezi jiným vytvořila oponu a nástropní malby divadel v Liberci, Karlových Varech a roku 1885 ve Rijece, roku 1885 pak nástropní obrazy ve vídeňské Hermesvilla, 1886–1888 nástropní fresky obou schodišť novostavby vídeňského Burgtheateru a 1891–1892 obrazy v lomených obloucích mezi sloupy ve schodišti vídeňského Umělecko-historického muzea (Kunsthistorischen Museums Wien).
K velkým zakázkám Ernsta Klimta patřilo pět nástropních obrazů v zámku Mondsee a práce pro zámek Peles rumunského krále Karla I. u Sinaie (Rumunsko).
Po smrti Ernsta Klimta se jeho umělecká společnost rozpadla. Gustav Klimt se však odloučil od Matsche teprve roku 1900, když byly jeho obrazy pro Vídeňskou universitu přijímány s dobrým ohlasem, kdežto Klimtovy sklízely kritiku.
K dílu Ernsta Klimta patří zejména:
- Vor der Hochzeit. (Před svatbou, pár s Amoretty v krajině)
- Tizian and Lavinia, 1886
- Bildnis eines auf ein Sofa gebetteten Babys mit Spitzenhaube, (Portrét dítěte s krajkovým čepcem na pohovce), 1885
- Stillleben mit Rüstung (Zátiší se zbrojí)
- Nástropní obrazy mezi sloupy schodiště Uměleckohistorického muzea, 1891
- Návrh plakátu na plátně: Drei Musen, (Tři múzy),1892